# Rodney Howe
Pas d'image ? Cliquez ici

a Compétitions nationales et continentales officielles uniquement.

b Matchs officiels uniquement.
Dernière mise à jour le 28 août 2015.
Rodney Howe, né le 31 janvier 1973 à Newcastle, est un joueur de rugby à XIII qui a joué avec les Newcastle Knights, les Western Reds et les Melbourne Storm; comme pilier.
Plus tard, il devient préparateur physique pour les Dragons catalans et l'Équipe de France de rugby à XIII.
Il termine sa carrière dans le club de Nationale Palau XIII , comme entraineur de l'équipe catalane.

## Biographie

### Carrière de joueur
- 1992-1993 : Newcastle Knights
- 1995-1997 : Western Reds
- 1997-2004 : Melbourne Storm

### Carrière de préparateur physique
- Dragons Catalans
- Équipe de France de rugby à XIII
- 2011-2013 : Stade rochelais
- 2013-2017 : AS Béziers
- 2017-2020 : Dragons catalans[1],[2]

### Carrière d'entraineur
- 2021- Palau Broncos[3]